# Contradictio in terminis

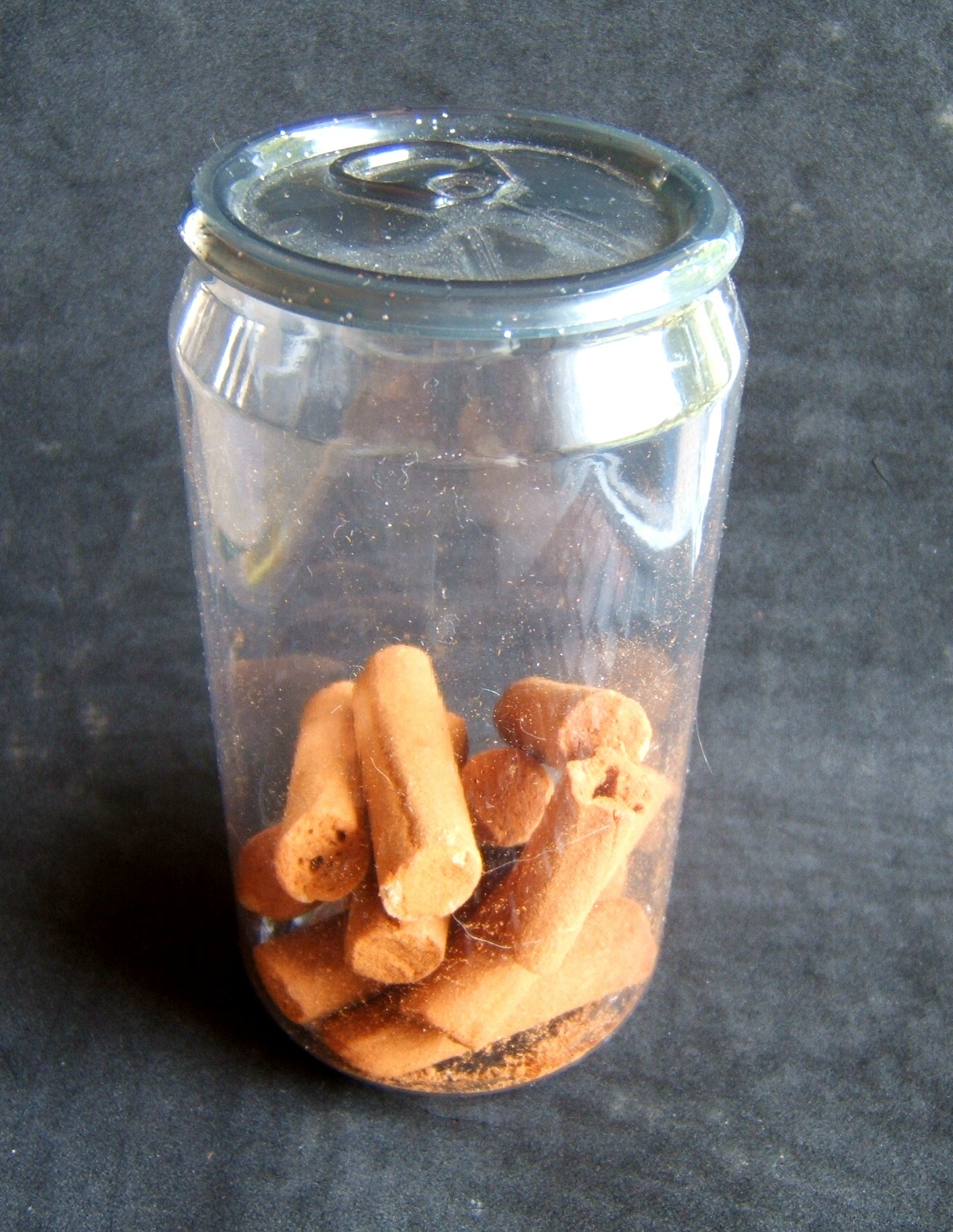
Blikje' van plastic

Een contradictio in terminis (Latijn voor "tegenspraak in termen") is een onbewust of als stijlfiguur gebruikte verbinding tussen woorden die elkaar tegenspreken.
Voorbeelden
- vloeibaar ijs
- vierkante cirkel
- plastic glas, ook wel te beschouwen als een oxymoron
- primus inter pares

Gaat het specifiek om een tegenstrijdigheid door het bijvoeglijk naamwoord, dan wordt ook wel gesproken van een contradictio in adjecto.
De term wordt ook vaak spottend of ironisch gebruikt door zaken als contradictie te benoemen, die dat niet noodzakelijkerwijs zijn. Voorbeelden zijn "Duitse humor", "stoere man", of "military intelligence".
Een voorbeeld van een contradictio in terminis die tevens een eufemisme is, is de uitdrukking "bindend advies" voor "verplichting". Aan het eind van het basisonderwijs in Nederland krijgen bijvoorbeeld jaarlijks bijna 200.000 kinderen een "schooladvies". Dit "bindend advies" is een verplichte verwijzing, want kinderen worden alleen in lijn hiermee in het voortgezet onderwijs aangenomen.
In gevallen waar het gebruik van de tegenstelling bewust is (retorische of poëtische stijlfiguur), is er sprake van een oxymoron.